# Tom Van Asbroeck
Tom Van Asbroeck (ur. 19 kwietnia 1990 w Aalst) – belgijski kolarz szosowy.

## Najważniejsze osiągnięcia
2011
- 1. miejsce w Omloop Het Nieuwsblad Beloften

2012
- 3. miejsce w mistrzostwach świata do lat 23 (start wspólny)
- 1. miejsce w Beverbeek Classic
- 1. miejsce w GP van de stad Geel

2013
- 4. miejsce w Châteauroux Classic de l'Indre Trophée Fenioux

2014
- 1. miejsce w klasyfikacji górskiej Vuelta a Andalucía
- 2. miejsce w Nokere-Koerse
- 1. miejsce w Cholet-Pays de la Loire
- 4. miejsce w Grand Prix Cerami
- 2. miejsce w Grand Prix de la Somme
- 1. miejsce w klasyfikacji punktowej Boucles de la Mayenne
- 4. miejsce w Tour de Wallonie
  - 1. miejsce na 4. etapie
- 4. miejsce w Arnhem Veenendaal Classic
- 3. miejsce w Druivenkoers Overijse
- 2. miejsce w GP de Fourmies
- 2. miejsce w Grote Prijs Jef Scherens
- 4. miejsce w Grand Prix d’Isbergues
- 2. miejsce w Gooikse Pijl
- 3. miejsce w Münsterland Giro
- 2. miejsce w Nationale Sluitingprijs

2015
- 4. miejsce w Kuurne-Bruksela-Kuurne
- 4. miejsce w Halle Ingooigem
- 3. miejsce w Binche-Chimay-Binche
- 2. miejsce w Nationale Sluitingprijs

2016
- 1. miejsce w klasyfikacji górskiej Arctic Race of Norway
- 1. miejsce na 2. etapie Tour du Poitou-Charentes
  - 1. miejsce w klasyfikacji punktowej
- 4. miejsce w Primus Classic Impanis-Van Petegem

2019
- 3. miejsce w Grand Prix Cycliste la Marseillaise
- 5. miejsce w Quatre Jours de Dunkerque
- 3. miejsce w Druivenkoers Overijse
- 3. miejsce w Omloop Mandel-Leie-Schelde
- 4. miejsce w Tour de l’Eurométropole
- 1. miejsce w Binche-Chimay-Binche
- 2. miejsce w Paryż-Bourges

2021
- 5. miejsce w Nokere Koerse
- 4. miejsce w Bredene Koksijde Classic
- 5. miejsce w Grand Prix de Denain

2024
- 1. miejsce na 3. etapie Tour de la Provence
- 2. miejsce w Classic Loire Atlantique
- 3. miejsce w Cholet Agglo Tour
- 4. miejsce w Tour of Leuven
- 2. miejsce w Grand Prix Cerami

## Rankingi
| Rok             | 2011 | 2012 | 2013 | 2014 | 2015 | 2016 | 2017  | 2018  | 2019 | 2020 | 2021 | 2022 | 2023 | 2024 |
| --------------- | ---- | ---- | ---- | ---- | ---- | ---- | ----- | ----- | ---- | ---- | ---- | ---- | ---- | ---- |
| UCI World Tour  |      |      |      |      | 188. | 225. | 215.  | 322.  |      |      |      |      |      |      |
| World Ranking   |      |      |      |      |      | 270. | 756.  | 1272. | 90.  | 420. | 114. | 725. | 192. | 159. |
| UCI Europe Tour | 387. | 57.  | 74.  | 1.   |      | 171. | 1152. | 1123. | 73.  | 344. | 98.  | 554. | -    | 129. |
| UCI Asia Tour   | -    | -    | -    | -    |      | -    | -     | 734.  |      |      |      |      |      |      |
|                 |      |      |      |      |      |      |       |       |      |      |      |      |      |      |
| Źródło: UCI     |      |      |      |      |      |      |       |       |      |      |      |      |      |      |